# Ogut
Ogut (macedónul: Огут) település Észak-Macedóniában, a Északkeleti körzetben, Kriva Palanka községben.

## Népesség
| Lakosok száma | 672  | 779  | 730  | 686  | 404  | 224  | 190  | 152  | 46   |
|               | 1948 | 1953 | 1961 | 1971 | 1981 | 1991 | 1994 | 2002 | 2021 |

- 2002-ben 152 lakosa volt, akik közül 147 macedón és 5 szerb.